# 1 Crónicas 5
1 Crónicas 3 es el tercer capítulo de los Libros de Crónicas en la Biblia hebrea o el Primer Libro de Crónicas en el Antiguo Testamento de la Biblia cristiana  El libro está compilado a partir de fuentes más antiguas por una persona o grupo desconocido, designado por los eruditos modernos como «el Cronista», y su forma final se estableció a finales del siglo V o IV a. C. Este capítulo se centra en las tribus transjordanas, geográficamente de sur a norte: Rubén (versículos 1-10), Gad (versículos 11-17) y la media tribu de Manasés (versículos 23-24), así como el relato de la guerra contra los agarenos (versículos 10, 18-22) y el razonamiento por el que las tribus transjordanas fueron llevadas al exilio (versículos 25-26). Pertenece a la sección que se centra en la lista de genealogías desde Adán hasta las listas de las personas que regresaron del exilio en Babilonia (1 Crónicas 1:1 a 9:34).

## Texto
Este capítulo fue escrito originalmente en el idioma hebreo. En las Biblias en inglés, está dividido en 26 versículos, pero en la Biblia hebrea se cuentan 41 versículos, utilizando una numeración de versículos diferente (véase más abajo).

### Numeración de versículos
Existen algunas diferencias en la numeración de versículos de este capítulo en las Biblias inglesas y en los textos hebreos, como se indica a continuación:
| Inglés  | Hebreo  |
| ------- | ------- |
| 6:1–15  | 5:27–41 |
| 6:16–81 | 6:1–66  |

### Testigos textuales
Algunos manuscritos antiguos que contienen el texto de este capítulo en hebreo bíblico son de la tradición del Texto masorético, que incluye el Códice de Alepo (siglo X) y el Códice Leningradensis (1008).
También existe una traducción al griego koiné conocida como la Septuaginta, realizada en los últimos siglos a. C. Entre los manuscritos antiguos existentes de la versión de la Septuaginta se encuentran el Códice Vaticano (B; {\displaystyle \ ara{G}}B; siglo IV) y el Códice Alejandrino (A; {\displaystyle \ ara{G}}A; siglo V).